# Charles Netter
Charles Netter (em hebraico: יעקב 'קרל' נטר) (Estrasburgo, França, 14 de setembro de 1826 – Jafa, Império Otomano, 2 de outubro de 1882), foi um empresário francês judeu, pioneiro do sionismo, membro fundador da Aliança Israelita Universal e fundador do primeiro assentamento agrícola judaico moderno na Terra de Israel.

## Biografia

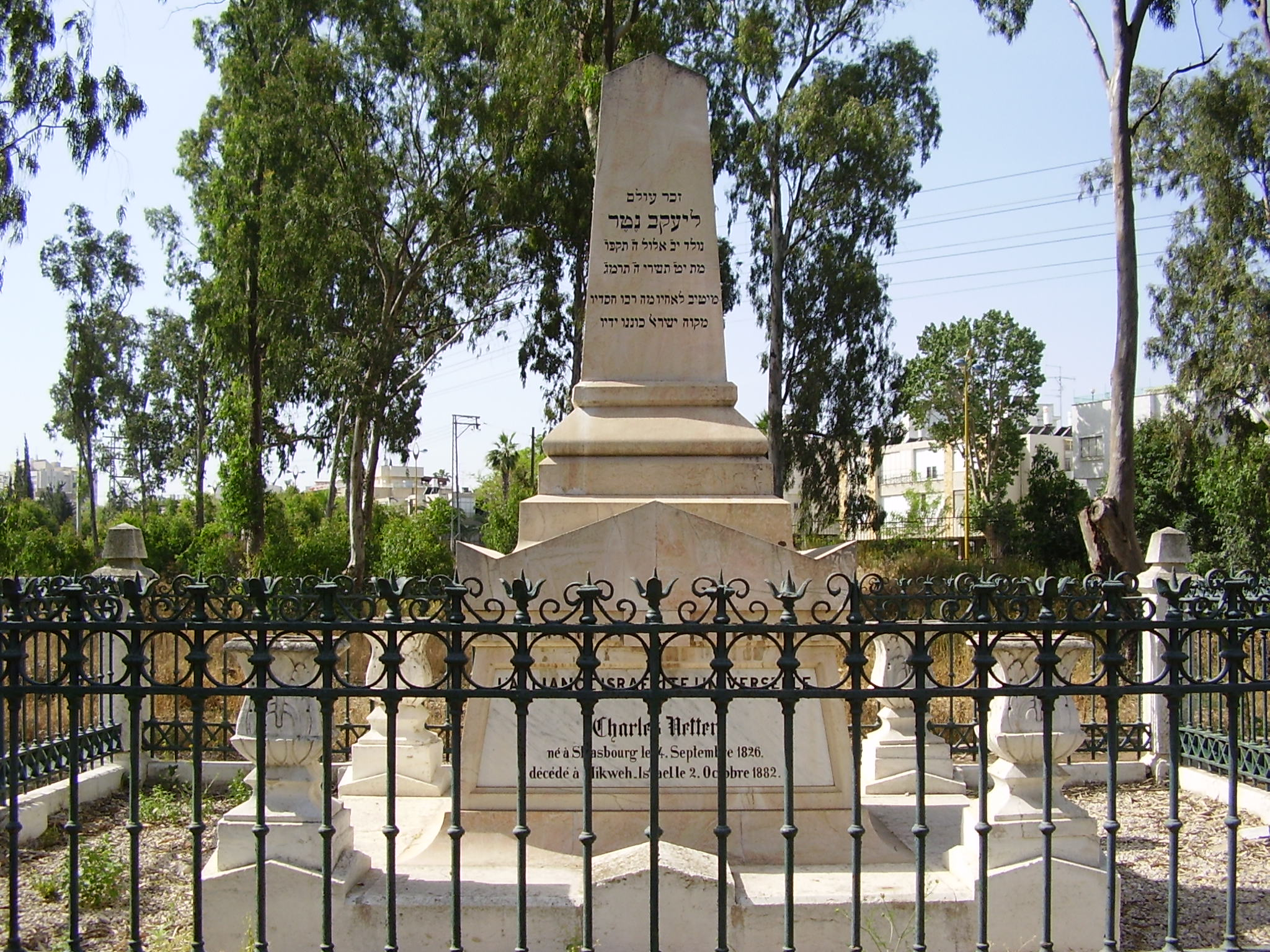
Túmulo de Charles Netter em Mikveh Israel

Charles Netter nasceu em Estrasburgo em 1826 em uma família de rabinos. Ele estudou em Estrasburgo e Belfort e estabeleceu negócios em Londres, Moscou e Lille. Mais tarde, mudou-se para Paris e para a Terra de Israel. Netter morreu em Jafa em 2 de outubro de 1882, durante uma visita à escola agrícola de Mikveh Israel, fundada por ele. Ele foi enterrado no local, e sua lápide foi erguida pela AIU. É considerado o pioneiro da agricultura judaica em Israel, tendo fundado a escola que educou muitos membros do Bilu e da Primeira Aliá. Várias cidades israelenses nomearam ruas em sua homenagem. Kfar Netter, um moshav perto de Netanya foi fundado em 1939 por graduados de Mikveh Israel.

## Aliança Israelita Universal (AIU)
Em 17 de maio de 1860, em Paris, em resposta a incidentes antissemitas como o sequestro de Edgardo Mortara e o caso de Damasco, ele foi um dos seis fundadores da Alliance Israélite Universelle (AIU).
Os membros fundadores definiram como objetivos da organização:
- "Reunir pessoas de boa índole para lutar contra o ódio e o preconceito.
- Criar uma sociedade de jovens judeus idealistas e militantes que se sintam solidários com todos aqueles que sofrem por sua condição de judeus ou com todos aqueles que são vítimas de preconceito, independentemente de sua religião.* Garantir que a cultura substitua a ignorância dos fanáticos, para o bem de todos.
- Se você acredita que seria uma honra para sua religião, uma lição para o povo, um progresso para a humanidade, um triunfo para a verdade e para a razão universal testemunhar a reunião de todas as forças vibrantes do judaísmo, pequenas em relação ao número, mas grandes em relação ao amor e à boa vontade, venha até nós, estamos fundando a Aliança Israelita Universal."[3]

Netter foi nomeado secretário-geral da organização recém-formada e, quatro anos depois, juntou-se a ele o político judeu-francês Adolphe Crémieux, que atuaria como presidente da sociedade enquanto ocupava o cargo de Ministro da Justiça francês .

## Mikveh Israel
Em 1868, Netter visitou a Palestina pela primeira vez. Ele foi enviado como representante da AIU para avaliar as necessidades da comunidade judaica. Ao retornar, ele recomendou que um novo assentamento agrícola fosse fundado e que fosse usado como uma escola agrícola para homens judeus. Netter obteve uma audiência com o imperador otomano em Constantinopla que cedeu-lhe terras perto de Jafa. Os fundos necessários foram adquiridos da AIU e em 1870 foi fundada a Mikveh Israel (em hebraico: מקוה ישראל). Durante os primeiros anos, Netter lutou contra as objeções dos líderes judeus do  Antigo Yishuv, que se concentravam nos estudos da Torá e viviam de doações de judeus na diáspora. A oposição do Antigo Yishuv ao trabalho manual judaico na Terra Santa e os conflitos com os habitantes árabes da vizinha Yazur interromperam o desenvolvimento e o recrutamento de estudantes. Os fundos também se mostraram insuficientes, e Netter doou seu próprio dinheiro e levantou fundos de outros filantropos, como Crémieux e o Barão Maurice de Hirsch. Netter administrou a escola até 1873. Ele superou as dificuldades de estabelecer e manter o assentamento, mas, acostumado às condições de vida na Europa Ocidental, sua saúde piorou. Seguindo o conselho do seu médico, ele retornou à Europa, mas continuou a arrecadar fundos e a apoiar a escola, além de dar continuidade às suas atividades na AIU. Ele esteve envolvido na proteção dos direitos e da segurança da comunidade judaica no Marrocos e foi responsável pela emigração de refugiados judeus-russos para a América do Norte após a introdução das Leis de Maio.

## Loja maçônica
Charles Netter foi um dos vinte signatários de uma petição enviada a um líder maçom canadense, que posteriormente concordou com o estabelecimento de uma loja maçônica "em Jerusalém e nos arredores". Apenas seis dos que assinaram a carta viviam na Palestina Otomana na época, sendo Netter o único judeu entre eles. O iniciador foi o proeminente poeta e maçom americano, Rob Morris, enquanto Rolla Floyd (1832-1911), um compatriota americano, morador de Jaffa e empresário do turismo, e o fotógrafo alemão Peter Bergheim (1813-1895) foram outros dois dos seis peticionários baseados na Terra Santa. Como resultado de sua iniciativa, a Loja Mãe Real Salomão N° 293 foi consagrada em 7 de maio de 1873.